# Joaquim Oliver Ramon
Joaquim Oliver Ramon (Felanitx, Mallorca, segle xvii - 1765) fou un metge mallorquí, catedràtic de medicina de la Universitat Lul·liana de Mallorca. Va exercir la professió a Palma i a Felanitx. El 1742 publicà el discurs "Disertación en defensa de una impugnación del Dr. José Ferrer a las conclusiones del Dr. Cristóbal Serra."